# Мангишлак (бриг)
«Мангишлак» — бриг Каспийской флотилии России, первый из двух бригов одноименного типа. Находился в составе флота с 1837 по 1857 год. Во время службы принимал участие в плаваниях в акватории Каспийского моря и использовался для несения брандвахтенной службы.

## Описание судна
Парусный бриг с деревянным корпусом, один из двух бригов одноименного типа. Длина брига по сведениям из различных источников составляла от 23,16 до 23,2 метра, ширина от 7,39 до 7,4 метра, а осадка 3,3 метра. Вооружение судна состояло из восьми орудий.

## История службы
Бриг «Мангишлак» был заложен на стапеле Астраханского адмиралтейства 23 марта (4 апреля) 1836 года и после спуска на воду 14 (26) апреля 1837 года вошёл в состав Каспийской флотилии. Строительство вёл корабельный мастер С. Г. Бебихов.
С 1837 по 1843 год и с 1848 по 1856 год совершал плавания между портами Каспийского моря, выходил в крейсерство к берегам Персии и Туркмении, а также нёс брандвахту посты у острова Сара и в Астрабадском заливе.
В 1845 году подвергся тимберовке в Астрахани.
В кампанию 1849 года попеременно со шхуной «Тарантул» нёс брандвахтенную службу в Тюб-Караганском заливе. Моряки кораблей помимо охраны ближайшей акватории Каспийского моря занимались осмотром и учетом прибывающих судов. Так с апреля по октябрь 1849 года было зафиксировано прибытие 13 кусовых лодок, 25 расшив, одного шкоута, и одного неидентифицированного судна «хозяйка оному Авдотья Мочалова». На указанных судах в Ново-Петровское укрепление доставлялись мука, овёс, сено и дрова, а также товары для мелкой торговли. В том же году выходил в Эмбенские воды во главе отряда крейсерских судов под общим командованием капитан-лейтенанта М. М. Кадникова.
В 1857 году бриг был переоборудован в блокшив в Астрабаде.

## Командиры брига
Командирами брига «Мангишлак» в составе Российского императорского флота в разное время служили:
- В. Т. Алеников (1837—1838 годы и до 24 мая (5 июня) 1840 года);
- Ф. А. Усаченко (1839 год);
- М. М. Кадников (с 24 мая 1840 года по 1842 год и 1849 год);
- И. И. Свинкин (1843 год);
- К. В. Ершев (1848 год);
- капитан-лейтенант М. М. Кадников (1849 год)[7];
- М. Ф. Быков (1850 год);
- А. Я. Шигорин (1851 год);
- М. Л. Линицкий (1852—1853 годы);
- Е. М. Рыдалев (1854 год);
- барон А. К. фон Геллесем (до июня 1855 года);
- А. Т. Семыкин (с июня 1855 года);
- Ясенский (1856 год).

### Комментарии
1. ↑  Второй бриг носил имя «Ардон»[1].
2. ↑  76 футов[2].
3. ↑  24 фута 3 дюйма[2].
4. ↑  10 футов 10 дюймов[2].